# Chiesa di San Valentino (Giovo)

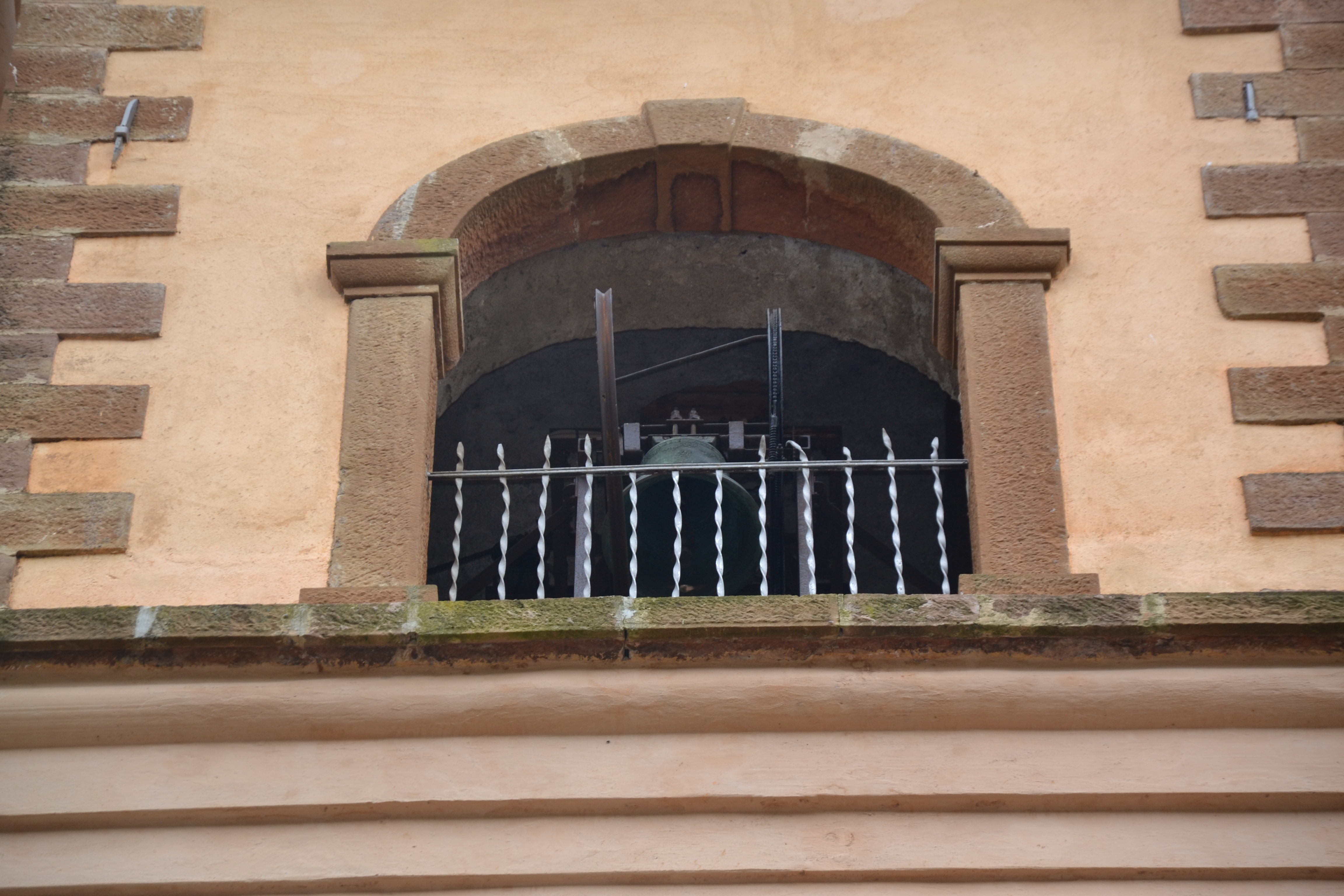
Campana nord del campanile.

La chiesa di San Valentino è la parrocchiale di Palù di Giovo, frazione del comune sparso di Giovo in Trentino. Rientra nella zona pastorale di Mezzolombardo dell'arcidiocesi di Trento e risale al XVIII secolo.

## Storia

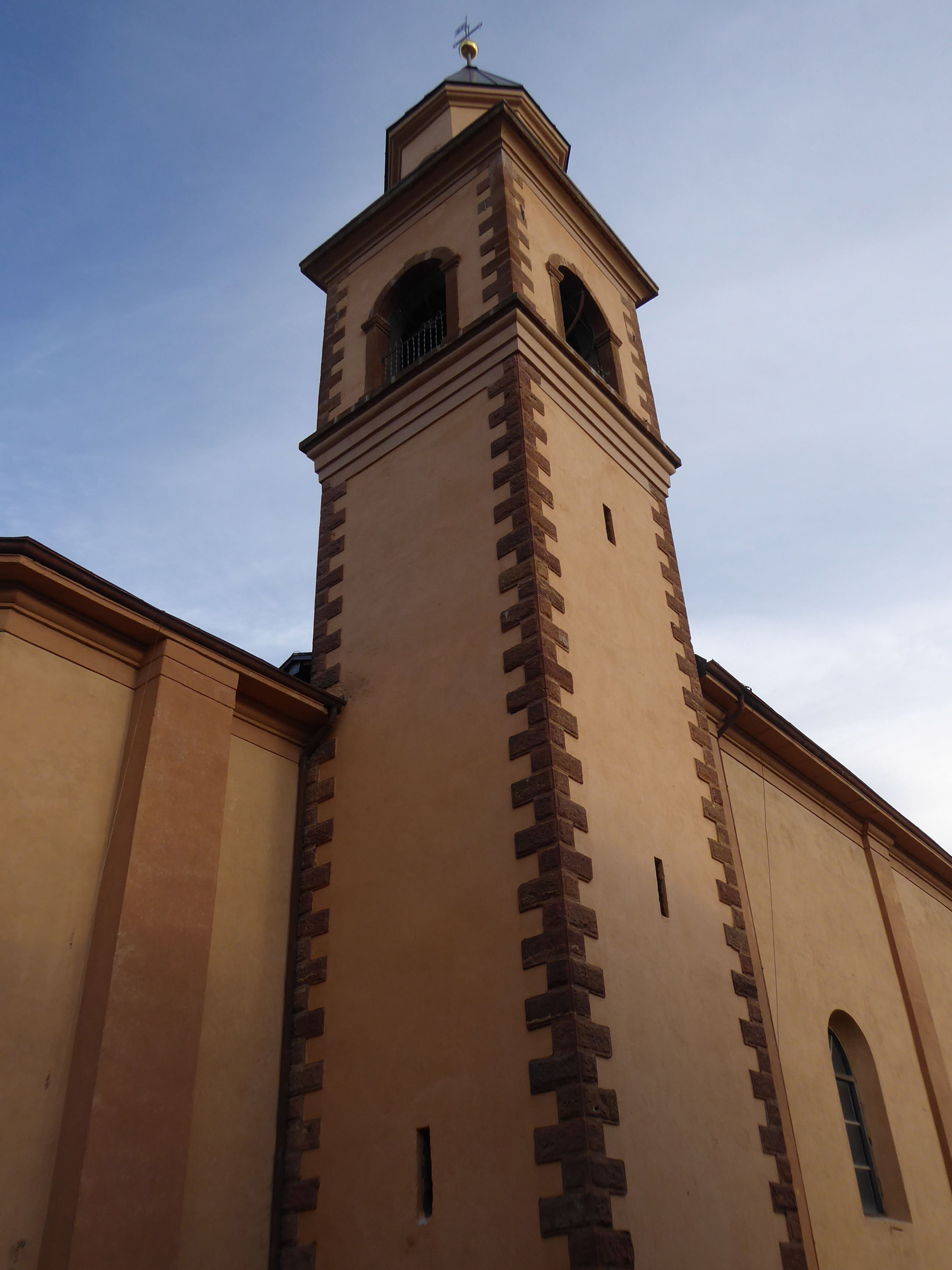
Torre campanaria.

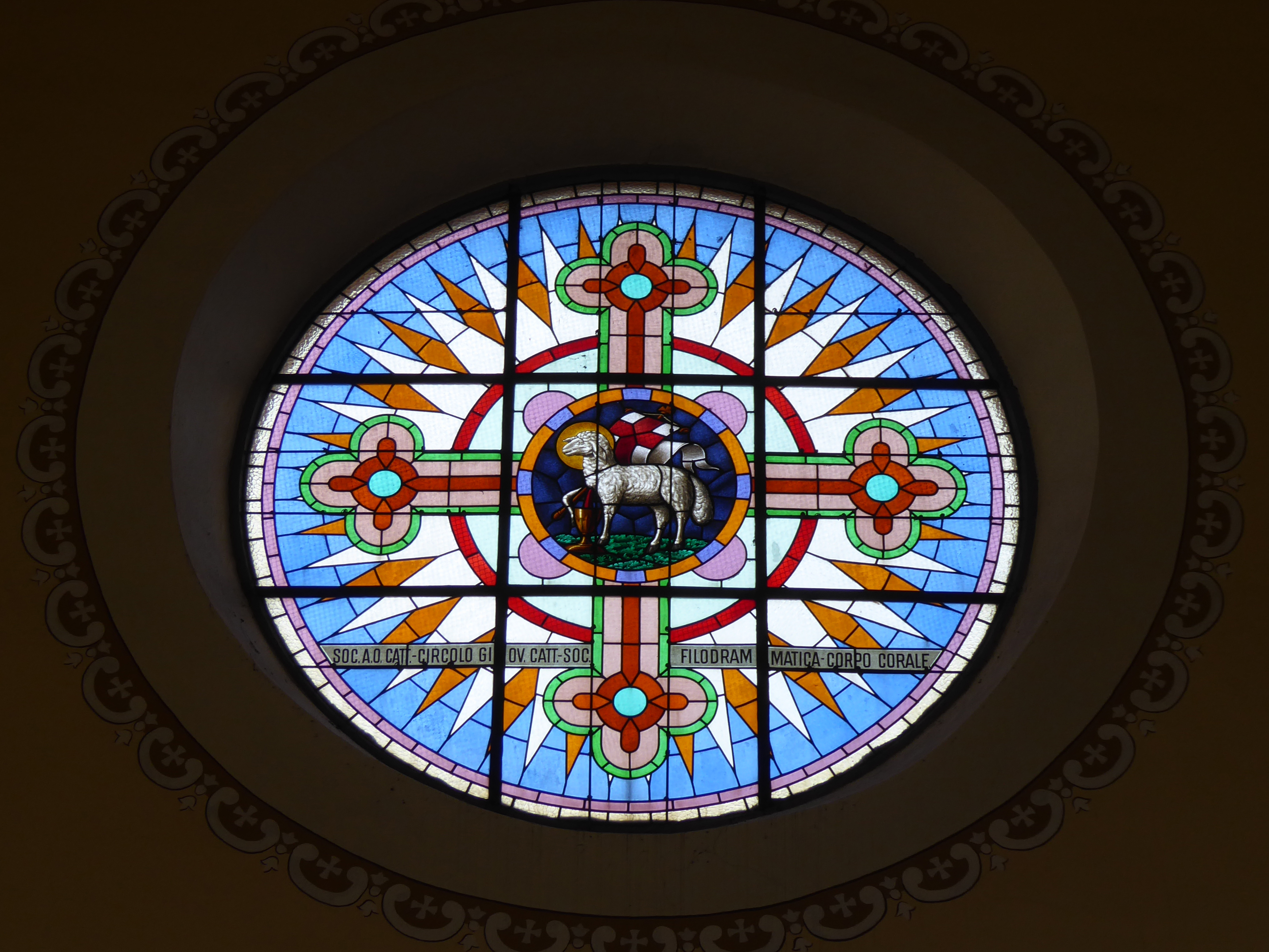
Rosone con vetrata policroma che raffigura lAgnus Dei.

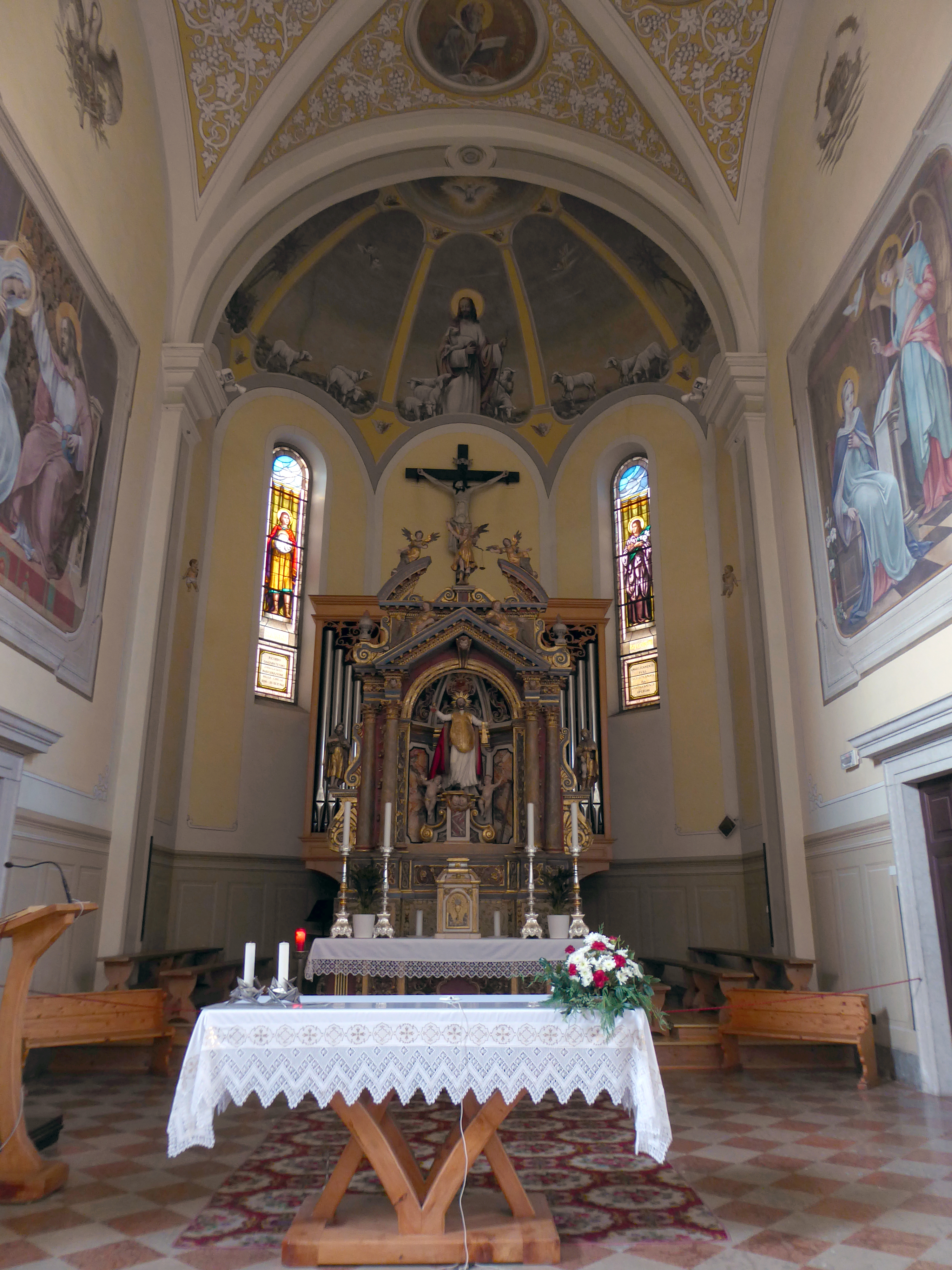
Presbiterio e abside con l'altare maggiore della chiesa dopo i lavori di adeguamento liturgico.

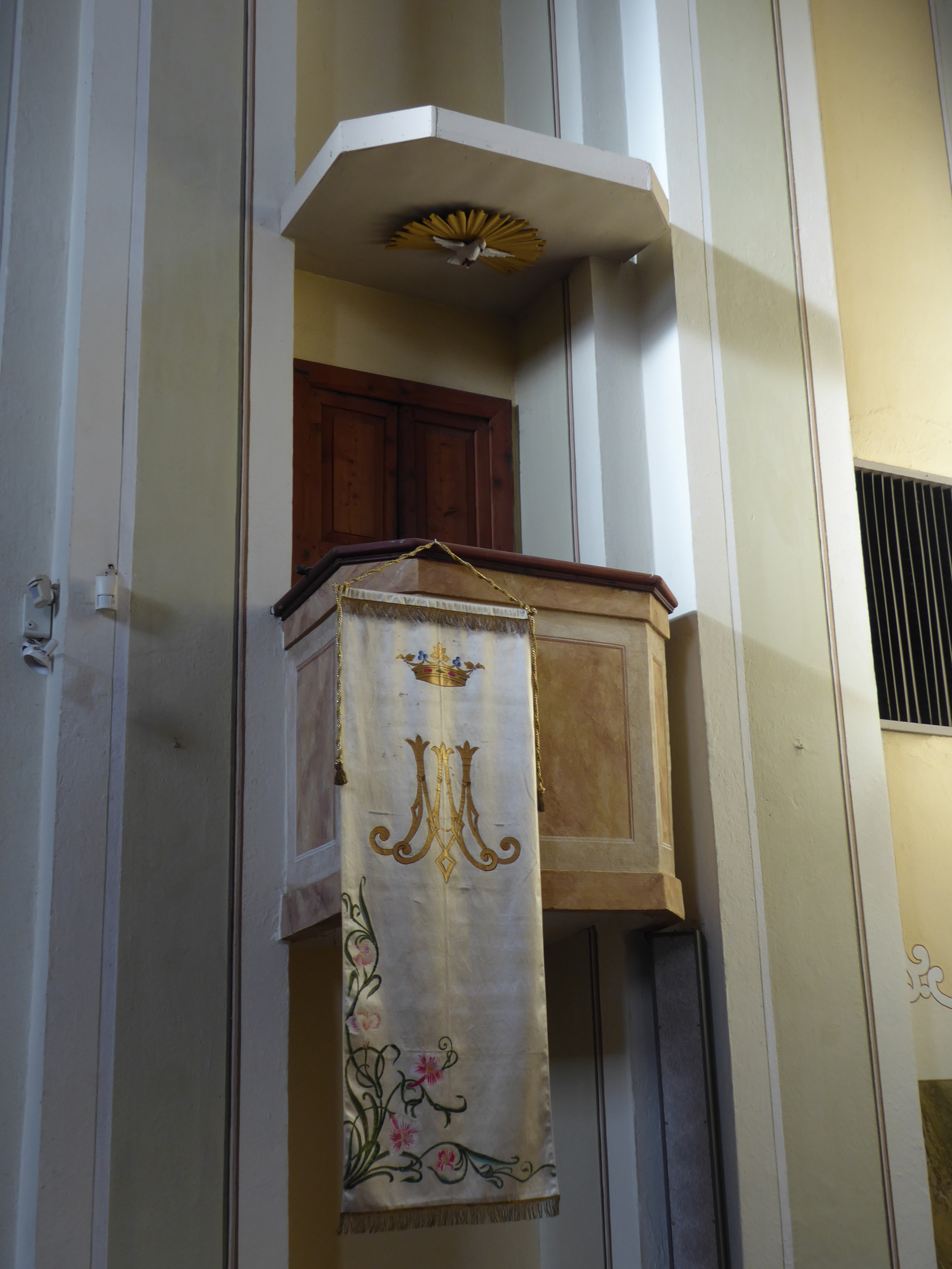
Pulpito.

La chiesa storica di San Valentino a Palù di Giovo risale alla prima metà del XVII secolo. Venne elevata a dignità di espositura nel 1786, sussidiaria della pieve di Giovo, la chiesa di Santa Maria Assunta. Da quel momento, pur priva di fonte battesimale, fu possibile celebrarvi il battesimo (con l'acqua della chiesa di Giovo) e amministrarvi altri sacramenti come l'Eucaristia.
La chiesa antica col passare degli anni fu giudicata insufficiente alle necessità dei fedeli e a partire dal 1891 e si pensò ad una nuova costruzione. Vennero valutate le possibili scelte riguardo al sito più adatto e dopo un referendum tra la popolazione si optò per la "Costa", terreno di proprietà privata che venne ceduto, nel 1894, per 500 fiorini. Inoltre venne comprata anche un'abitazione che avrebbe dovuto poi essere demolita, per altri 700 fiorini.
Nel 1894 venne aperto il cantiere ed il progetto fu affidato a Luigi Obrelli. La facciata si ispirò a quella della chiesa del Patrocinio di San Giuseppe di Bosentino che si stava ultimando in quel periodo e alla quale stava lavorando lo stesso Obrelli.
La costruzione poté procedere in modo spedito e nel 1896 si iniziò a lavorare anche alla torre campanaria, che venne ultimata in tempi brevi, tanto da essere pronta entro l'anno. Dal 1897 fu possibile procedere con le rifiniture come le tinteggiature e la posa delle pavimentazioni. La nuova chiesa venne benedetta nel 1898. La solenne consacrazione fu celebrata dal vescovo di Trento Celestino Endrici nel 1910.

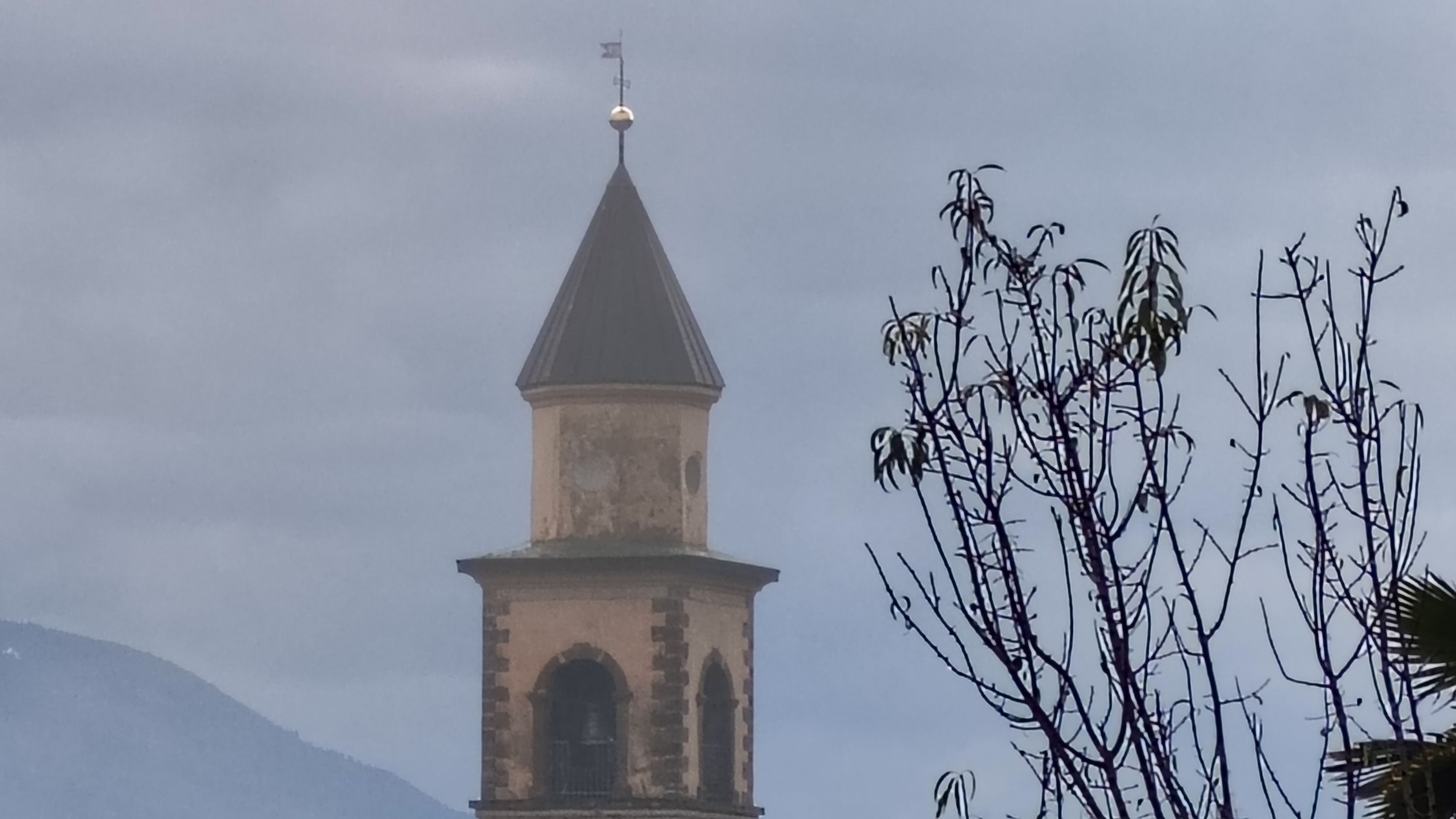
Vista della torre campanaria da Via San Cristobal.

Durante un bombardamento nelle fasi finali del secondo conflitto mondiale venne danneggiata in modo limitato e andarono in frantumi le grandi vetrate. Venne elevata a dignità di chiesa parrocchiale nel 1946.
A partire dagli anni cinquanta fu oggetto di numerosi interventi, come un ciclo decorativo a fresco ad opera di Vittorio Bertoldi, la ristrutturazione della torre campanaria con l'elettrificazione del movimento delle campane, il rifacimento della pavimentazione presbiteriale, la sostituzione della vetrate, la ritinteggiatura dell'abside ed altri lavori di manutenzione.
L'organo della ditta Mascioni, che si trovava nella chiesa sin dal 1947, venne spostato nel 1993 nella chiesa di Santo Stefano a Dercolo. Nel 1998 e nel 2002 vennero realizzati gli ultimi restauri conservativi con il rifacimento della guglia piramidale della torre campanaria e con altre opere sulla stessa torre. Nel 2013 la guglia piramidale fu riverniciata.

## Descrizione

### Esterni
Il luogo di culto si trova nell'abitato di Palù di Giovo e mostra orientamento verso nord-ovest. La facciata, in stile neoclassico, è caratterizzata da quattro lesene doriche che reggono un grande frontone triangolare. Il portale è incorniciato da elementi lapidei e si conclude a sua volta con un frontone triangolare e sopra, in asse, si apre il grande rosone che porta luce alla sala. La torre campanaria si erge in posizione arretrata, sulla sinistra nella zona dell'abside. La cella si apre con quattro finestre a monofora.

### Interni
All'interno sono conservati l'altar maggiore, in legno, proveniente dalla chiesa storica, sulla cui pala è presente l'opera Madonna con Bambino e i santi Valentino e Vigilio, e l'altare della Madonna di Loreto, sempre proveniente dalla vecchia chiesa dove era collocato nella cappella aggiunta nel 1778.
A questa antica cappella di Loreto è legata una vicenda storica che vide coinvolto Danèr di Palù, capitano dei dragoni austriaci, che durante la campagna contro le truppe napoleoniche entrò nella chiesa per ascoltare la messa e chiedere la protezione divina e, quando uscì, trovò tutti i suoi compagni morti.